# Hepsetus
Hepsetus — рід африканських риб ряду харациноподібних (Characiformes), єдиний у родині гепсетових (Hepsetidae).
Філогенетично Hepsetus ізольований від решти африканських харациноподібних. Традиційна, заснована на морфології, філогенія розташовує Hepsetus ближче до неотропічних родин Ctenoluciidae, Erythrinidae та Tarumaniidae, а молекулярні дані свідчить про спорідненість цих риб з африканськими Alestidae та Lepidarchidae.
Тривалий час вид Hepsetus odoe вважався єдиним членом роду Hepsetus та родини Hepsetidae. Проте недавні таксономічні дослідження зразків Hepsetus з Південної Африки, Західної Африки та іхтіофаунальної провінції Нижня Гвінея, проведені протягом 2012—2015 років, виявили ширше видове різноманіття із шістьма дійсними видами замість одного. Був відновлений як дійсний вид Hepsetus cuvieri, відновлені й піднесені до статусу окремого виду Hepsetus lineatus та Hepsetus microlepis. Крім того, були описані 2 нових види: Hepsetus kingsleyae та Hepsetus occidentalis.
Станом на початок 2025 року рід Hepsetus включав такі види:
- Hepsetus cuvieri  (Castelnau, 1861), 37 см стандартної (без хвостового плавця) довжини, поширений у південній частині басейну Конго, також присутній у річках Кванза, Кунене, Замбезі та Окаванго[2];
- Hepsetus kingsleyae  Vreven, Decru & Snoeks, 2013, 22 см стандартної довжини, ендемік річки Огове (Габон)[5];
- Hepsetus lineatus  (Pellegrin, 1926), 28,3 см стандартної довжини, поширений у західній частині Центральної Африки, зустрічається від Санаги в Камеруні на півночі до Чилоанго в Демократичній Республіці Конго на півдні[5], відомий також в окремих частинах середнього Конго[2];
- Hepsetus microlepis  (Boulenger, 1901), 30,5 см стандартної довжини, поширений у Центральній Африці, зустрічається на великій частині басейну Конго, був знайдений також у річці Грібінгі (басейн озера Чад)[2];
- Hepsetus occidentalis  Decru, Snoeks & Vreven, 2013, 39,6 см загальної довжини, поширений у Західній Африці, від басейну річки Сенегал у Сенегалі до басейну річки Кавалла в Кот-д'Івуарі[6];
- Hepsetus odoe  (Bloch, 1794), 44,2 см стандартної довжини, поширений у Західній Африці, від басейну річки Сасандра[en] в Кот-д'Івуарі до Крібі[en] в Камеруні[6].

Поширені в прісних водоймах тропічної Африки. Надають перевагу верхів'ям малих річок, де відсутні або не такі чисельні хижаки з роду Hydrocynus.
Зовні ці риби дуже схожі з європейською щукою (звідси й їхня назва англійською African pike = «африканська щука»). Мають видовжене тіло й довгу морду. Рот великий, озброєний кількома рядами зубів. Тіло вкрите циклоїдними лусками. Спинний плавець сидить між черевними та анальним. Присутній жировий плавець. Діагностика роду ґрунтується в основному на остеологічних ознаках.
Максимальний підтверджений розмір мав екземпляр Hepsetus odoe з річки Огун у Нігерії зі стандартною довжиною 445 мм і вагою 822 г. Було також непідтверджене повідомлення про особину розміром 510 мм стандартної довжини із Сенегалу, а в Національному музеї природознавства в Парижі зберігається голова з річки Кавалла, яка могла б належати рибі, що мала розмір близько 700 мм загальної довжини й важила близько 4 кг.
Представники роду відкладають ікру в плавуче гніздо з піни, яке охороняють обоє батьків, поки мальки не почнуть самостійно плавати.
Є об'єктом рибальства. В акваріумах цих риб не тримають.